# 小林真由
小林 真由（こばやし まゆ、1990年3月7日 - ）は、日本の女性ファッションモデル、タレント。
東京都出身。青山学院大学卒業。

## 略歴・人物
「JJ」や「non-no」、ヘアカタログ等の読者モデル出身で、その後はファッション誌「Ray」の専属読者モデルの他、朝の情報番組「ZIP!」（日本テレビ）のリポーターを2011年4月の番組開始から2014年1月まで務めていた。2017年5月26日に、出会って5年のニコニコの日、2017年5月25日に入籍したことを自身のブログで発表した。
誕生日が5ヵ月違いの水野佐彩、スペースクラフト所属の一木美里との3人でプライベートユニット「GA」（ジンジャーエールの略）を組みお互いのブログにも度々登場している。

## 出演

### テレビ
- 読モ!（日本テレビ・2010年10月～2011年3月）
- ZIP!（日本テレビ・2011年4月～2014年1月）「HATE-NAVI」コーナーに出演